# Sieb Warner
Sieb Warner, rodným jménem Siebolt Jaques Warntjes, (* 17. září 1946 Haag) je nizozemský bubeník a zpěvák, známý především jako dřívější člen v současmé době hard rockové skupiny Golden Earring. Spolupracoval ale také například s The Motions nebo Willy & his Giants.